# Посольство Германии в Молдове
Посольство Германии в Молдавии (нем. Deutsche Botschaft in Moldawien, рум. Ambasada Germaniei în Moldova) —  дипломатическое представительство Германии в Молдавии.

## Отделы
Посольство разделено на отделы. Всего их шесть:

- Политики;

- Экономики;

- Юридический и консульский;

- Отдел сотрудничества и развития;

- Культуры;

- Связи со СМИ и общественностью.

Первый из них начал свою деятельность в 1992 году. Улучшение водоснабжения на юге страны является одним из приоритетных вопросов. В целом, Республика Молдова должна получать поддержку в создании новых рабочих мест, а также в обучении профессиям, пользующимся спросом.
Отдел юридических и консульских обязанностей посольства предоставляет гражданам Германии все консульские услуги и помощь в чрезвычайных ситуациях. В каждом случае до полуночи действует служба поддержки по телефону. Визовый отдел выдает разрешения на въезд молдавским и другим гражданам.

## История
Федеративная Республика Германия была одним из первых государств, признавших Молдавию как суверенное государство после распада Советского Союза. Дипломатические отношения были установлены 30 апреля 1992 года, а 2 ноября того же года открыто посольство.

## Послы Германии в Молдавии
| Вступил в должность | Покинул должность | Посол                   |
| ------------------- | ----------------- | ----------------------- |
| 1996                | 2000              | Ирен Кольхаас           |
| 2000                | 2004              | Михаэль Цикерик         |
| 2004                | 2007              | Вольфганг Лерке         |
| 2007                | 2010              | Николаус Граф Ламбсдорф |
| 2010                | 2012              | Бертольд Йоханнес       |
| 2012                | 2014              | Матиас Мейер            |
| 2014                | 2017              | Ульрике Мария Кноц      |
| 2017                | 2018              | Юлия Монар              |
| 2018                | 2022              | Анжела Ганнингер        |
| 2022                | н. в.             | Марджет Уэббер          |